# Brannstadion
Het Brannstadion is een voetbalstadion in de Noorse stad Bergen. Het stadion werd gebouwd in 1919 en is sindsdien de thuisbasis van SK Brann. Het stadion ligt 3 kilometer ten zuiden van het stadscentrum aan de voet van de berg Ulriken.
Het toeschouwersrecord dateert uit 1961 toen Brann een wedstrijd tegen Fredrikstad FK speelde voor 24800 toeschouwers. Het Brannstadion had in oktober 2006 een capaciteit van ongeveer 19400 plaatsen waarvan 15400 zitplaatsen maar sindsdien zijn er verbouwingswerken geweest aan een van de tribunes om de capaciteit van het stadion op te trekken tot boven de 20000 plaatsen. Gedurende de werken is de capaciteit terugvallen tot ongeveer 17900 plaatsen.

## Geschiedenis
De geschiedenis van het Brannstadion begint bij Christen K. Gran, een lid van het sportcomité en een van de stichters van SK Brann. In 1917 was het zijn idee om een nieuw stadion te bouwen voor SK Brann dat Fridalen werd genoemd gelegen in Årstad. Zijn voorstel werd in het begin onthaald met ongeloof maar hij was vastberaden om te slagen in zijn opzet. De bouw begon op 25 mei 1919 en het stadion werd ingehuldigd met een vriendschappelijke wedstrijd van Brann tegen de Noorse nationale ploeg.
In de begindagen was het stadion voorzien een atletiekpiste en stond het clubhuis aan de middellijn langs de zuidzijde van het terrein. In de jaren dertig werd het clubhuis afgebroken en vervangen door de huidige hoofdtribune. Oorspronkelijk liep het niet over de gehele lengte van het terrein maar in de jaren die volgden werd het langs beide kanten verlengd. In het centrale gedeelte van de tribune is er de eretribune die boven de spelerstunnel gelegen is en die Brannaltanen ofwel Brannbalkon genoemd wordt.
De noordtribune werd in 1978 verbouwd. Het onderste gedeelte van de tribune bestond uit 3000 staanplaatsen, bijgenaamd Store Stå ofwel grote tribune. Daar stonden vroeger de fanatiekste supporters die er voor veel sfeer zorgden. Later was dat niet meer het geval omwille van de verhoogde veiligheidsvoorschriften en doordat veel van deze trouwe supporters andere plaatsen zijn gaan opzoeken waardoor er op het einde vooral jonge supporters op deze plaatsen stonden. Het bovenste gedeelte bestaat uit 2620 zitplaatsen. In november 2006 werd de noordtribune afgebroken om plaats te maken voor een nieuwe tribune met enkel zitplaatsen.
Aan het einde van de jaren negentig werden er grote plannen gemaakt om het stadion te moderniseren. In 1997 was de laatste fase van de uitbreiding van de hoofdtribune afgerond waardoor de capaciteit van de tribune werd opgetrokken tot 4339 zitplaatsen. De Frydenbø tribune met 3892 zitplaatsen werd het jaar nadien gebouwd. De tribune aan de oostkant werd ook verbouwd en kreeg de naam BT. Op dit moment wordt een nieuwe tribune aan de noordkant gebouwd.

## Uitbreiding
In 2001 werd het duidelijk dat Brann een nieuw stadion moest bouwen of het Brannstadion grondig moest renoveren. Het Brannstadion kon nog steeds 20000 toeschouwers ontvangen maar de steeds strengere regels ten opzichte van staanplaatsen zorgden ervoor dat de capaciteit steeds meer werd teruggedrongen. Het stadion was verouderd en de roep om een nieuw stadion werd steeds luider.
Uiteindelijk besliste het bestuur van Brann om in het huidige stadion te blijven en drie nieuwe tribunes te bouwen tegen 2008. De niet volledig afgewerkte Bergens Tidende tribune werd op 16 mei 2006 geopend tijdens een wedstrijd van Brann tegen Tromsø IL, wat overigens niet van een leien dakje liep aangezien een gedeelte van de onafgewerkte nieuwe tribune het begaf. De tribune moet een totale capaciteit bereiken van ongeveer 6000 zitplaatsen.
De noordtribune werd in 2006 afgebroken en zal vervangen worden door een nieuwe tribune die 4136 zitplaatsen zal omvatten. Deze tribune zal voorzien zijn van VIP faciliteiten, waaronder 35 business seats.
Als ook de zuidtribune vernieuwd zal zijn zou het stadion moeten beschikken over 20000 zitplaatsen maar er wordt gezegd dat dit een misrekening is en dat het stadion slechts 19000 zitplaatsen zal tellen.

## Trivia
Sinds 1933 werden achttien interlands gespeeld in het Brannstadion. De eerste wedstrijd eindigde in een 2-1 nederlaag voor Noorwegen tegen Wales, maar nadien verloor de Noorse nationale ploeg geen enkele wedstrijd meer in Bergen: twaalf keer overwinningen en vier gelijke spelen.
In het stadion vond ook driemaal de finale van de Noorse beker plaats: in 1922, 1930 en 1947, alsook het Noorse nationale atletiekkampioenschap in 1920.

## Interlands
Het Noors voetbalelftal speelde tot op heden achttien interlands in de Brannstadion.
| №  | Datum      | Wedstrijd               | Uitslag | Competitie      |
| -- | ---------- | ----------------------- | ------- | --------------- |
| 1  | 26.05.1929 | Noorwegen – Schotland   | 3 – 7   | Oefeninterland  |
| 2  | 28.05.1933 | Noorwegen – Wales       | 1 – 2   | Oefeninterland  |
| 3  | 28.06.1946 | Noorwegen – Finland     | 12 – 0  | Oefeninterland  |
| 4  | 14.08.1950 | Noorwegen – Luxemburg   | 2 – 2   | Oefeninterland  |
| 5  | 13.08.1953 | Noorwegen – IJsland     | 3 – 1   | Oefeninterland  |
| 6  | 16.05.1961 | Noorwegen – Mexico      | 2 – 1   | Oefeninterland  |
| 7  | 26.08.1962 | Noorwegen – Finland     | 2 – 1   | Nordic Cup      |
| 8  | 04.06.1963 | Noorwegen – Schotland   | 4 – 3   | Oefeninterland  |
| 9  | 01.07.1964 | Noorwegen – Zwitserland | 3 – 2   | Oefeninterland  |
| 10 | 19.05.1965 | Noorwegen – Thailand    | 7 – 0   | Oefeninterland  |
| 11 | 17.06.1970 | Noorwegen – Finland     | 2 – 0   | Nordic Cup      |
| 12 | 26.05.1971 | Noorwegen – IJsland     | 3 – 1   | Oefeninterland  |
| 13 | 25.07.1973 | Noorwegen – Noord-Korea | 3 – 0   | Oefeninterland  |
| 14 | 17.07.1975 | Noorwegen – IJsland     | 3 – 2   | OS-kwalificatie |
| 15 | 24.06.1976 | Noorwegen – Denemarken  | 0 – 0   | Nordic Cup      |
| 16 | 31.05.1979 | Noorwegen – Ierland     | 2 – 1   | OS-kwalificatie |
| 17 | 05.06.1985 | Noorwegen – Wales       | 4 – 2   | Oefeninterland  |
| 18 | 10.10.1990 | Noorwegen – Hongarije   | 0 – 0   | EK-kwalificatie |